# Dilocantha lachaudii
Dilocantha lachaudii är en stekelart som beskrevs av John M. Heraty 1998. Dilocantha lachaudii ingår i släktet Dilocantha och familjen Eucharitidae. Inga underarter finns listade i Catalogue of Life.